# Fontevraud-l'Abbaye
Fontevraud-l'Abbaye is een gemeente in het Franse departement Maine-et-Loire (regio Pays de la Loire). De plaats maakt deel uit van het arrondissement Saumur. Fontevraud-l'Abbaye telde op 1 januari 2022 1.477 inwoners.
In deze stad staat de abdij van Fontevraud, een van de welvarendste abdijen uit de geschiedenis van Frankrijk. Fontevraux-l'Abbaye is lid van Les Plus Beaux Villages de France.

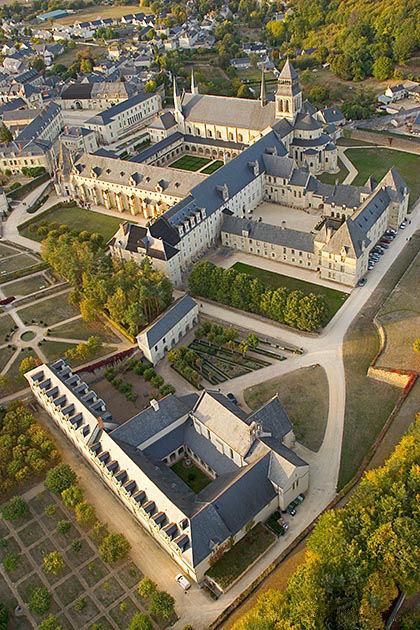
Luchtbeeld op de abdij en omgeving

## Geografie
De oppervlakte van Fontevraud-l'Abbaye bedroeg op 1 januari 2022 14,82 vierkante kilometer; de bevolkingsdichtheid was toen 99,7 inwoners per km².

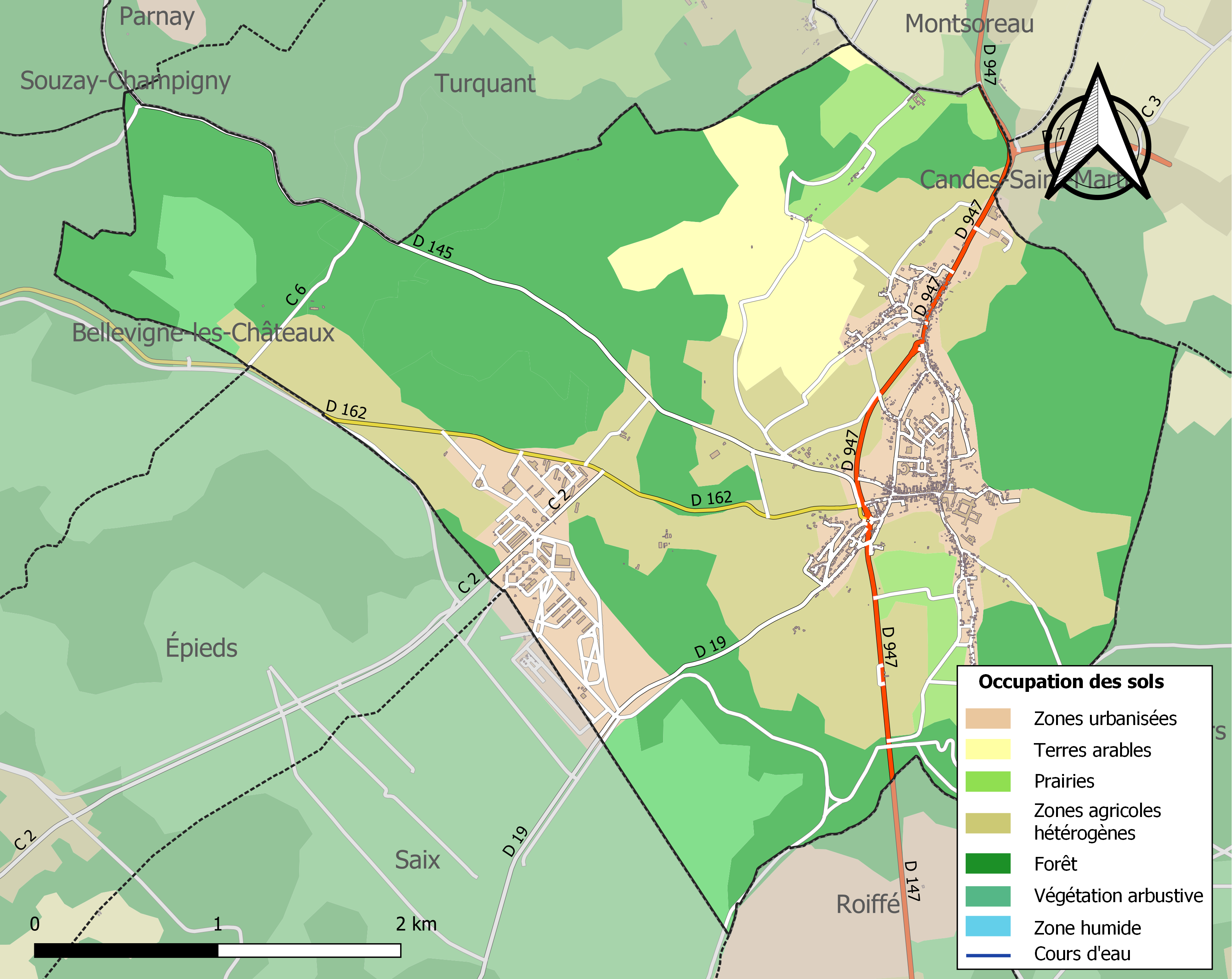
Kaart van de gemeente met de belangrijkste infrastructuur, bodemgebruik en omliggende gemeenten

## Demografie
Onderstaande figuur toont het verloop van het inwonertal (bron: INSEE-tellingen).

## Afbeeldingen

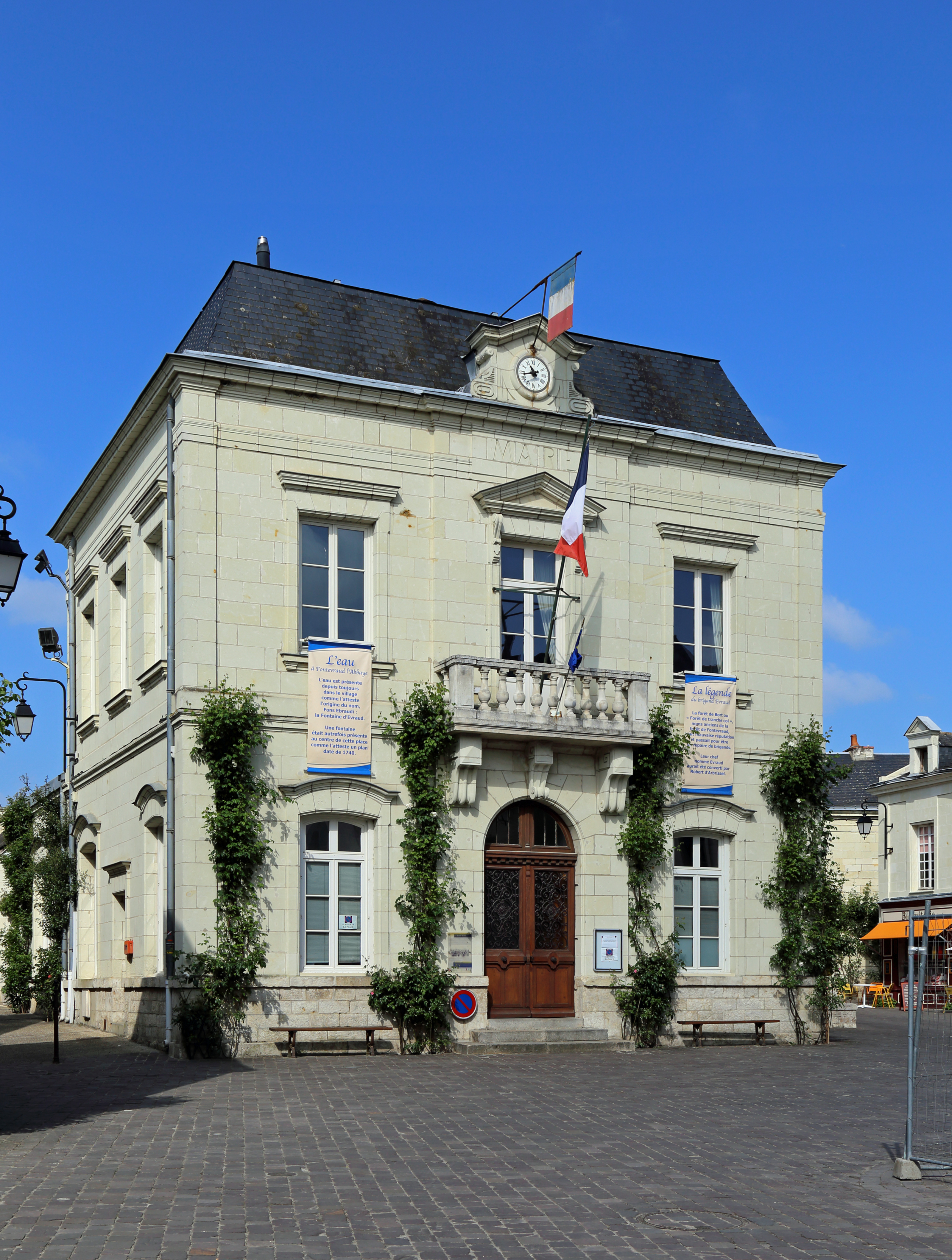
Het gemeentehuis (mairie) van Fontevraud-l'Abbaye
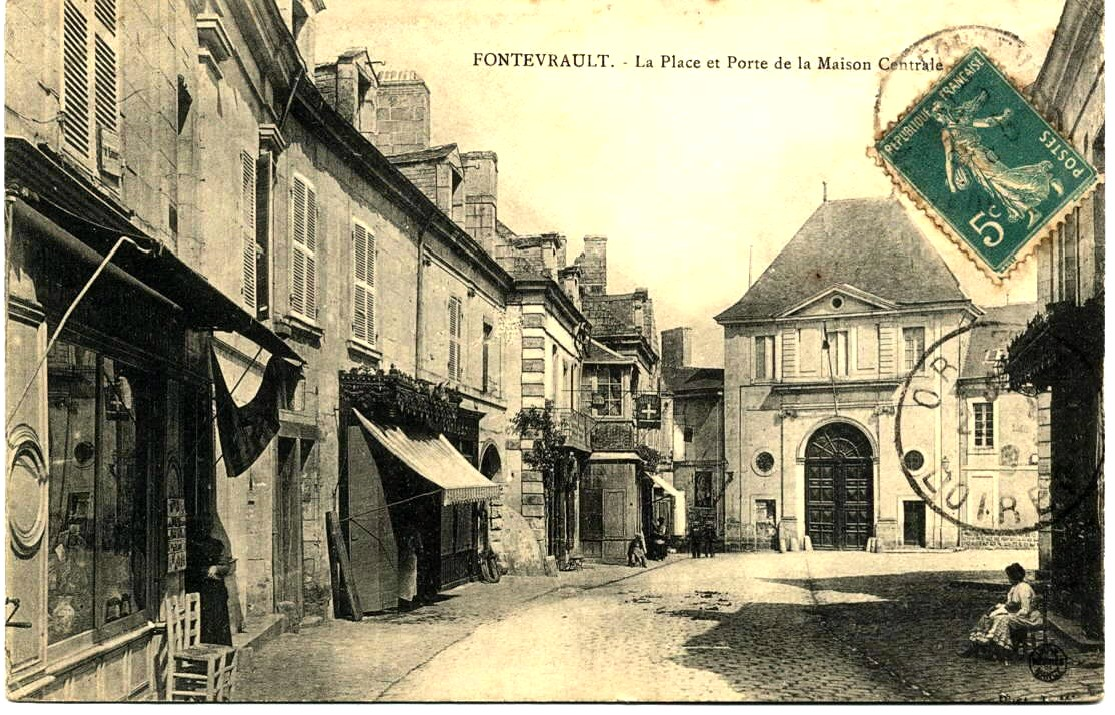
Fontevraud-l'Abbaye op een oude postkaart, met op de achtergrond de poort van de voormalige abdij
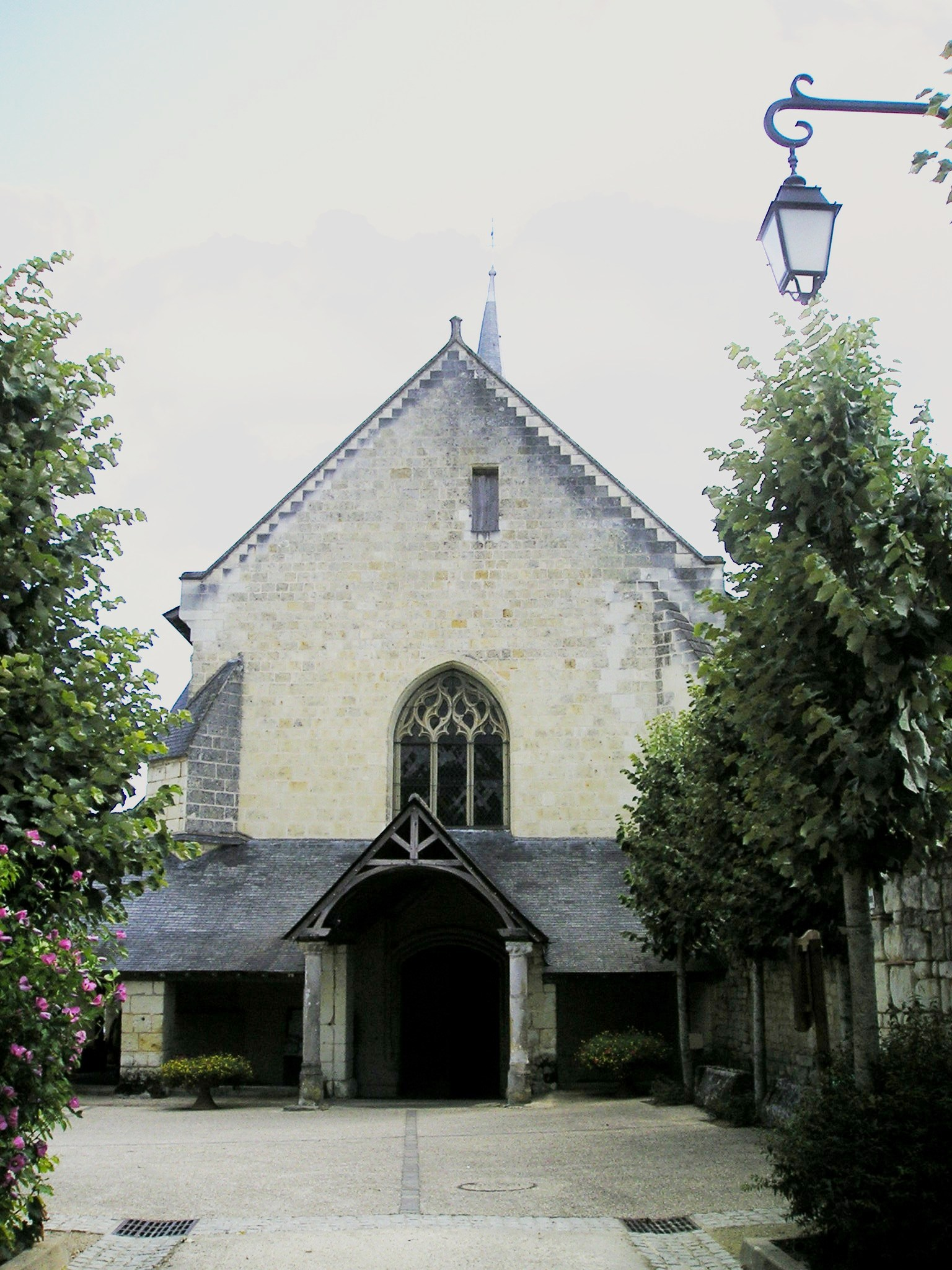
De parochiekerk Saint-Michel
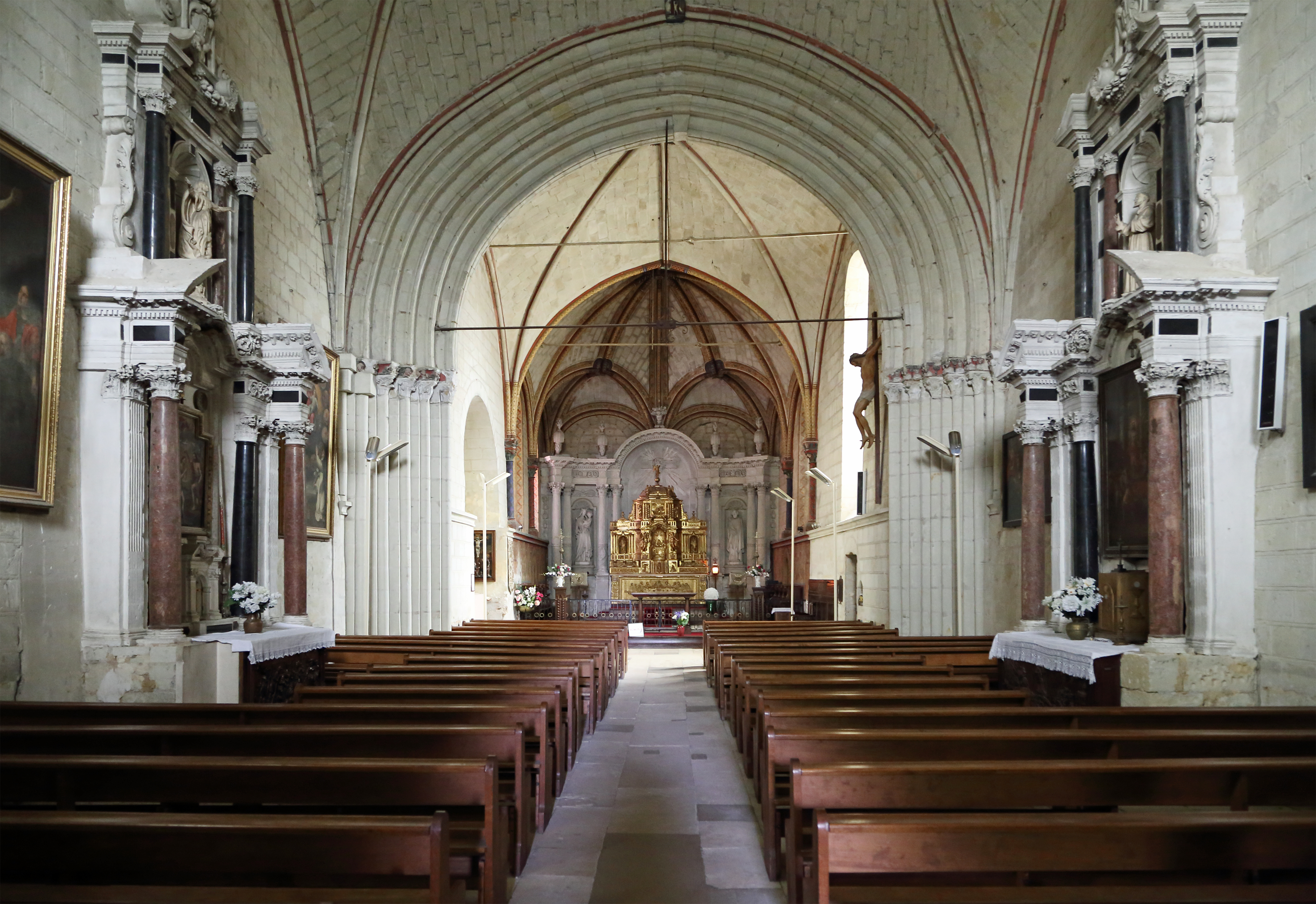
Interieur van de Saint-Michelkerk